# Bernd Fuhr
Bernd Fuhr (* 11. April 1960 in Limburg an der Lahn) ist ein ehemaliger deutscher Fußballtorhüter.

## Karriere
Fuhr begann seine Profikarriere 1978 beim damaligen Zweitligisten Kickers Offenbach, für den er drei Spielzeiten spielte und in seiner letzten Saison 1980/81 alle Spiele der Mannschaft bestritt. Anschließend wechselte er für die Rekordsumme von 570.000 Mark zum Bundesligisten Karlsruher SC, bei dem der 37-jährige Rudi Wimmer als Stammtorhüter gesetzt war. Nachdem Wimmer 1983 seine aktive Laufbahn beendet hatte, war Fuhr beim KSC, der inzwischen in der 2. Bundesliga spielte, Stammtorhüter. Für die Karlsruher bestritt Fuhr in fünf Jahren 95 Ligaspiele, davon 26 in der Bundesliga. 1986 kehrte er zu den Offenbacher Kickers zurück, die mittlerweile nur noch in der Oberliga Hessen spielten und 1987 wieder in die 2. Bundesliga aufstiegen. Dort absolvierte er bis 1989 weitere 74 Zweitligaspiele (hinzu kamen weitere Einsätze in der Oberliga). Trotz Lizenzentzug 1989 und Zwangsabstieg in die Oberliga blieb er ein weiteres Jahr bei den Hessen. In seiner letzten Spielzeit im bezahlten Fußball stand er 1990/91 für Preußen Münster im Tor. Beim RSV Würges ließ Fuhr schließlich seine Karriere als Spieler und Trainer in Ober- und Landesliga langsam ausklingen.
Zuletzt war er bis 2006 Trainer des VfL Altendiez.